# Cyrille Neveu
Pour les articles homonymes, voir Neveu.
Cyrille Neveu né le 15 février 1973 à Léhon (Côtes-d'Armor), est un triathlète français. Il a remporté le championnat du monde longue distance en 2002 à Nice.

## Biographie

### Jeunesse
Cyrille Neveu commence le sport par la pratique de la natation et obtient quelques bons résultats lors de championnats de France de cette spécialité. Il s’essaie au triathlon à partir de 1989 et poursuit sa carrière sportive dans cette pratique.
Il termine notamment troisième du championnat de France junior en 1993.

### Carrière
En 1996, il termine troisième du championnat de France courte distance.
Sélectionné en 2000 en équipe de France et après plusieurs podiums sur les championnats de France et du monde longue distance de 1996 à 1999, il remporte en 2002 les deux titres lors des épreuves de Clubize et du triathlon international de Nice.
En 2003, pour sa quatrième participation, il remporte l'Embrunman devant l'Espagnol Félix Martinez-Rubio et le Français Patrick Bringer. Lors de cette victoire, il devient pour le 20e anniversaire de l’épreuve, le premier Français et le deuxième triathlète à passer sous la barre des 10 heures de cette compétition au format XXL.
En 2005, en terminant second sur l’Ironman Afrique du Sud, il se qualifie pour le championnat du monde à Kona (Hawaï), auquel il participe et qu'il termine en 9 h 6 min 16 s. Il bénéficie du soutien de la SNCF pendant sa carrière sportive au travers de contrats destinés à permettre aux athlètes de haut niveau de se consacrer à leur carrière et c'est en 2008 et à l'âge de 35 ans qu'il met un terme à sa carrière professionnelle en participant une dernière fois à l'Ironman France.

### Reconversion
En 2006 il crée et organise une compétition de triathlon, le « Triathlon EDF Alpe d'Huez » qui se développe et devient une compétition de portée internationale.

## Palmarès
Le tableau présente les résultats les plus significatifs (podium) obtenus sur le circuit national et international de triathlon depuis 1996.
| Année | Compétition                                      | Pays           | Position | Temps           |
| ----- | ------------------------------------------------ | -------------- | -------- | --------------- |
| 2005  | Ironman Afrique du Sud                           | Afrique du Sud |          | 8 h 37 min 25 s |
| 2003  | Embrunman                                        | France         |          | 9 h 59 min 21 s |
| 2002  | Championnat du monde longue distance             | France         |          | 6 h 19 min 45 s |
| 2002  | Championnat du monde longue distance par Équipes | France         |          |                 |
| 2002  | Championnat de France longue distance            | France         |          | Timing          |
| 2000  | Championnat du monde longue distance             | France         |          | 6 h 23 min 16 s |
| 2000  | Championnat du monde longue distance par Équipes | France         |          |                 |
| 1999  | Championnat du monde longue distance par Équipes | Suède          |          |                 |
| 1999  | Triathlon de Gérardmer                           | France         |          | Timing          |
| 1999  | Championnat de France longue distance            | France         |          | Timing          |
| 1998  | Championnat du monde longue distance par Équipes | Japon          |          |                 |
| 1996  | Championnat de France longue distance            | France         |          | 6 h 2 min 22 s  |